# Средночешки край
Среднобохемският край (на чешки: Středočeský kraj или Střední Čechy) е един от краевете на Чешката република. Разположен е в централната част на страната в историческия регион Бохемия. Административен център на края е столицата Прага, която от своя страна има статут на отделен столичен край (hlavní město).

## География
С площ от 11 014 km², Среднобохемският край е най-големият край на Чешката република, и заема 14% от общата ѝ площ. Краят има относително различни природни условия. Най-високата точка е връх Ток (846 m) на хълмовете Бърди в югоизточната част на края. Най-ниската точка е река Елба (на чешки: Лабе) в района на Долни Бержковице.
Краят е разделен на два вида ландшафт. Североизточната част се формира от Полабските низини, като голяма част от земята се използва за земеделски цели или е заета от широколистни (особено борови) гори. Югозападната част е хълмиста, с преобладаване на иглолистни и смесени гори.
Важни реки в региона са Елба, Вълтава, Бероунка, Изера и Сазава. На брега на река Вълтава има поредица от девет язовира (Вълтавска каскада), които са построени през 20 век.
На земеделските земи се падат 83,5% от всички земи в края, което е с 11% повече от средното за страната. Най-високият дял земеделски земи се намира в Полабието, особено в окръзите Колин и Нимбурк.
В Среднобохемския край има редица ландшафтни паркове. Най-големият и най-важният от тях е Кршивоклатско, който в същото време е биосферен резерват на ЮНЕСКО. Друга забележителна област е Бохемски карст, най-големият карстов район в Чехия, където се намират пещерите Конепруси. В края е разположена и голяма част от ландшафтния парк Кокоржин.

## Административно деление
Среднобохемският край се дели на 12 окръга:
- Бенешов
- Бероун
- Кладно
- Колин
- Кутна Хора
- Мелник
- Млада Болеслав
- Нимбурк
- Пршибрам
- Прага-запад
- Прага-изток
- Раковник

## Население

### Етнически състав през 2001 г.
Численост и дял на етническите групи според преброяването на населението през 2001 г.:
|            | Численост | Дял (в %) |
| Общо       | 1 122 473 | 100.00    |
| Чехи       | 1 074 360 | 95.71     |
| Словаци    | 15 287    | 1.36      |
| Украинци   | 2963      | 0.26      |
| Поляци     | 2144      | 0.19      |
| Моравци    | 1536      | 0.13      |
| Цигани     | 1416      | 0.12      |
| Руснаци    | 1330      | 0.11      |
| Виетнамци  | 1319      | 0.11      |
| Германци   | 1110      | 0.09      |
| Силезци    | 89        | > 0.01    |
| Други      | 5948      | 0.52      |
| Неизвестни | 14 971    | 1.33      |